# The Scream
Pour les articles homonymes, voir Scream.
Albums de Siouxsie and the Banshees
Join Hands
(1979)
The Scream est le premier album de Siouxsie and the Banshees sorti en novembre 1978. En 2006, l'album a atterri dans la liste des 100 meilleurs premiers albums du magazine Uncut à la 43e position. The Scream est considéré comme un album pionnier du post-punk. 
Musicalement, The Scream a peu de points en commun avec la production des autres groupes britanniques alors en vogue à l'époque. Des morceaux comme Jigsaw feeling sont de facture post-punk avec des rythmes motorik et des guitares angulaires, le groupe prenant certains risques sur le plan formel. Les références musicales de cet album sont notamment la BO du film Psycho composée par Bernard Herrmann et les disques du Velvet Underground. 
Steve Lillywhite producteur encore novice à la fin des années 1970, a su donner au groupe, un son racé en avance sur son temps et avec des titres comme Pure et Metal Postcard, on assiste même aux prémices de la cold wave. Par ailleurs, il y a une sensibilité pop qui est aussi présente sur le morceau Mirage qui ouvre la deuxième face du vinyle. Les membres du groupe qui ont enregistré cet album sont : Siouxsie, le bassiste Steven Severin, le guitariste John McKay et le batteur Kenny Morris.
Le magazine britannique Sounds a sacré The Scream « meilleur premier album de l'année » 1978. L'album a aussi été encensé par le Rolling Stone américain. Les Inrockuptibles l'ont inclus dans le hors-série "les 100 meilleurs albums anglais".
Joy Division et Peter Hook ont cité The Scream comme « une de nos grosses influences [...] pour la façon inhabituelle de jouer de la guitare et de la batterie ». Robert Smith de The Cure considère que cet album était en avance sur son temps : « Quand The Scream est sorti, je me souviens que c'était beaucoup plus lent que ce à quoi on s'attendait tous. ça a été le précurseur du son Joy Division, c'était un album avec un son énorme, plein d'espace ». Thurston Moore de Sonic Youth raconte qu'à la fin des seventies, tous les disques qu'il avait achetés jusque-là, ont été remisés au placard. « Ils ont été remplacés par ceux de [...] Patti Smith [...] Talking Heads et Siouxsie and the Banshees. C'était un monde complètement nouveau, une nouvelle identité musicale, c'était une option pour la culture des jeunes ». Thurston Moore qui inclut le premier simple des Banshees Hong Kong Garden parmi ses 25 singles préférés de tous les temps, déclare aussi à propos de cet album : « Siouxsie and the Banshees ont-ils sorti un meilleur disque que The Scream ? ». Plusieurs autres musiciens ont été marqués par cet album. Massive Attack a samplé Metal Poscard en 1997, sur Superpredators (Metal Postcard) pour la BO du film Le Chacal. Morrissey a sélectionné Mirage en 1991 lors de sa tournée Kill Uncle pour faire patienter son public avant de commencer ses concerts. Boz Boorer, le compositeur et arrangeur de Morrissey, met The Scream comme l'un de ses cinq disques à prendre sur une île déserte. Par ailleurs, Shirley Manson, la chanteuse de Garbage a déclaré au Melody Maker qu'elle classait The Scream en deuxième position dans le top 10 de ses albums préférés.

## Liste des titres
1. Pure
2. Jigsaw Feeling
3. Overground
4. Carcass
5. Helter Skelter (Lennon, McCartney)
6. Mirage
7. Metal Postcard
8. Nicotine Stain
9. Suburban Relapse
10. Switch

The Scream a été remasterisé en 2007 avec des bonus
1. Hong Kong Garden (premier single, publié en août 1978)
2. The Staircase (Mystery) (deuxième single, sorti en mars 1979)

### Édition Deluxe 2005

#### CD1
1. Pure
2. Jigsaw Feeling
3. Overground
4. Carcass
5. Helter Skelter (Lennon, McCartney)
6. Mirage
7. Metal Postcard
8. Nicotine Stain
9. Suburban Relapse
10. Switch

#### CD2
1. Make Up to Break Up (Riverside Session)
2. Love in a Void (Peel Session 1)
3. Mirage (Peel Session 1)
4. Metal Postcard (Mittageisen) (Peel Session 1)
5. Suburban Relapse (Peel Session 1)
6. Hong Kong Garden (Peel Session 2)
7. Overground (Peel Session 2)
8. Carcass (Peel Session 2)
9. Helter Skelter (Peel Session 2)
10. Metal Postcard (Pathway Session)
11. Suburban Relapse (Pathway Session)
12. The Staircase (Mystery) (Pathway Session)
13. Mirage (Pathway Session)
14. Nicotine Stain (Pathway Session)
15. Hong Kong Garden (7" Single Version)
16. The Staircase (Mystery) (7" Single Version)

## Classement
| Classement (1978)             | Meilleure position |
| ----------------------------- | ------------------ |
| Royaume-Uni (UK Albums Chart) | 12                 |